# Vámosgyörk–Gyöngyös-vasútvonal
A Vámosgyörk–Gyöngyös-vasútvonal a MÁV 85-ös számú 13 km hosszú egyvágányú vonala. 1984-ben villamosították 25 kV 50 Hz-cel.  Engedélyezett sebesség: Vámosgyörk - Gyöngyös között 80 km/h.

## Forgalom
Manapság a Vámosgyörk állomásra a 80-as vonalra ráhordó személyforgalom tölti meg az óránként induló ingavonatokat. MÁV V43-as sorozatú mozdony + (1-2 db) Bhv kocsi + BDt 400-as vezérlőkocsi összeállításúak, nyaranta gyakran kerékpárszállító kocsival kiegészítve. Vámosgyörkön a Miskolc és Eger felé utazóknak át kell szállniuk a csatlakozó vonatokra.
A 2022. december 11-től érvénybe lépő menetrendváltástól kezdve óránként közvetlen InterRégió indult a Keleti pályaudvar és Gyöngyös között Mátra InterRégió néven, az egri Agria InterRégió járatokkal összehangolva. Így Budapest irányából a város már vasúton is közvetlen eljutási lehetőséget kapott. A tervek szerint Gyöngyösön az 1960-ban átadott Koháry úti szűk autóbuszállomást a vasútállomáshoz közelebb, a Kömlei Károly Sporttelep helyére költöztetnék.

### Utasforgalom
A Vámosgyörk–Gyöngyös-vasútvonalat igénybe vevő utasok számát az alábbi táblázat tartalmazza, nem számítva a jogszabály alapján díjmentesen utazókat (65 év felettiek, 6 év alattiak, határon túli magyarok, díjmentesen utazó diákcsoportok).
| Év   | Utasszám | Változás |
| ---- | -------- | -------- |
| 2018 | 62 047   |          |

## Története
A vasútvonalat 1870. március 15-én, a 80-as vasútvonallal egy időben adták át. 1944 novemberében a szovjetek csak heves utcai harcok árán tudták elűzni Vámosgyörkről a német csapatokat, a pusztítás különösen az állomást érintette, így a vonal forgalma megbénult. A helyreállítás után kapott új állomásépületet Vámosgyörk. Teherforgalmát 1979-ig főleg a Mátravasút által hozott szállítmányok továbbítása adta. A vonalat 1984-ben villamosították. A villamosítás ellenére elavultak a biztosítóberendezések. A gyöngyösi és vámosgyörki állomás fényjelzőit kivéve a forgalmat alakjelzők szabályozzák, a Gyöngyöshalász megállóhely melletti útátjáró biztosítása teljes sorompóval történik.

## Járatok
A lista a 2022–2023-es menetrend adatait tartalmazza.
| Vonat              | Útvonal                                                    |
| személyvonatok     | személyvonatok                                             |
| ------------------ | ---------------------------------------------------------- |
| IR 3011-3078 MÁTRA | Budapest-Keleti – Gödöllő – Hatvan – Vámosgyörk – Gyöngyös |
| személy            | Gyöngyös → Vámosgyörk → Hatvan → Gödöllő → Budapest-Keleti |
| személy            | Hatvan → Vámosgyörk → Gyöngyös                             |

## Képek

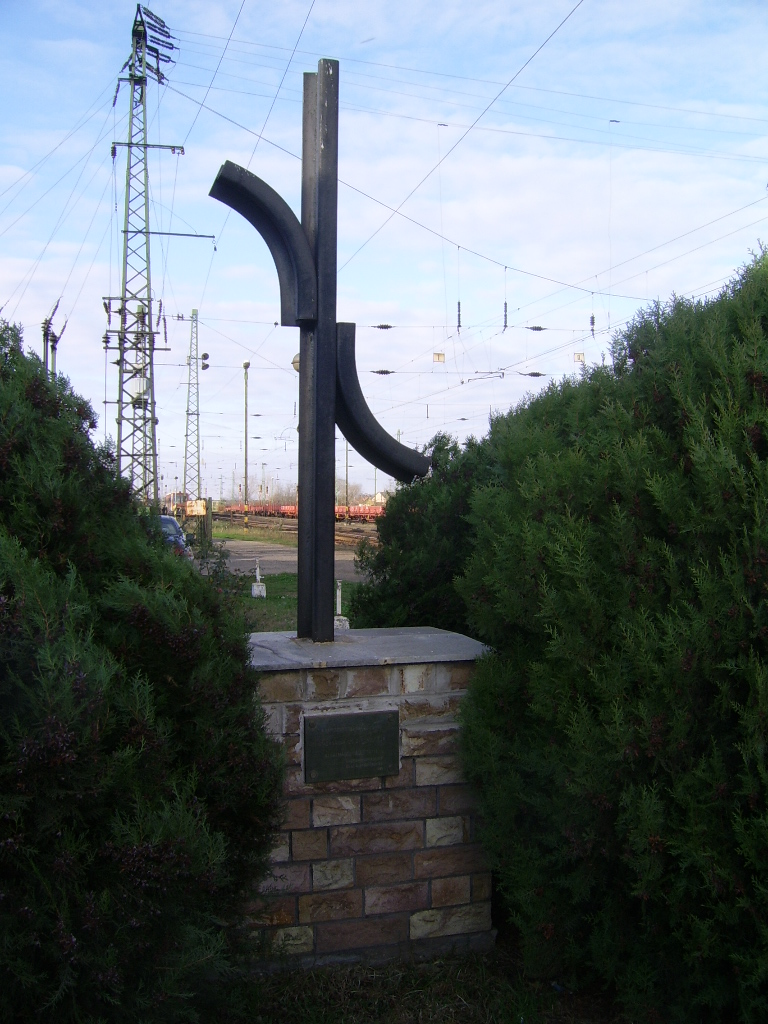
A vonal megnyitásának 125. évfordulóján állított emlékmű
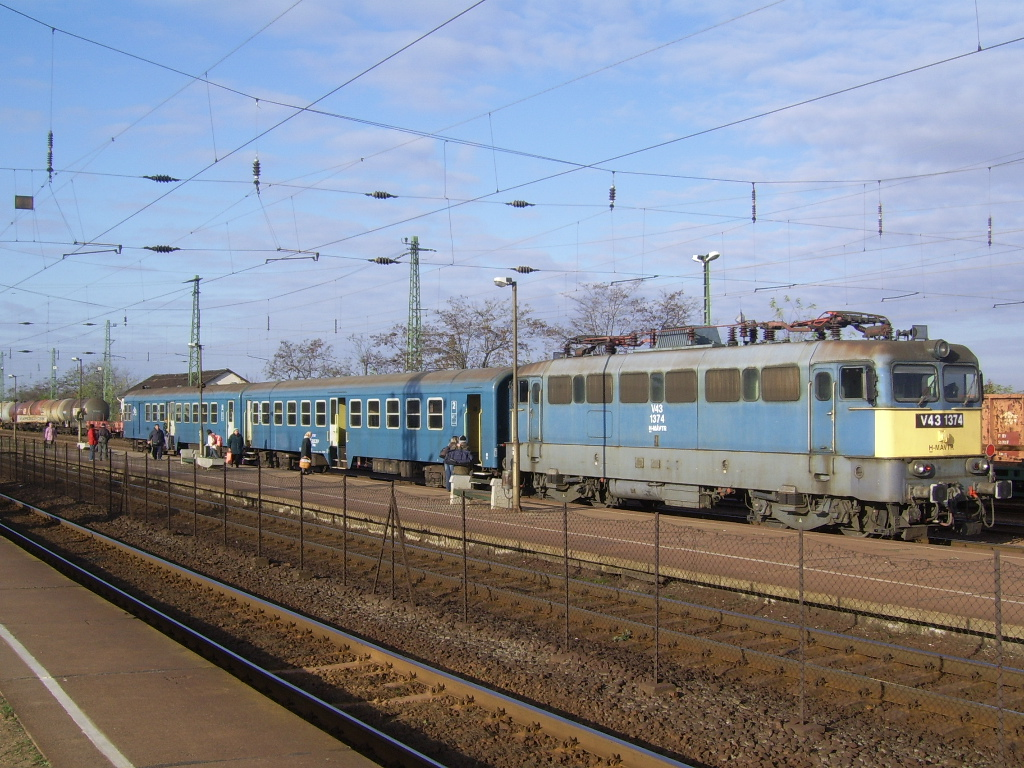
Az indulásra kész gyöngyösi vonat Vámosgyörkön